# Переписной район №1 (Ньюфаундленд и Лабрадор)

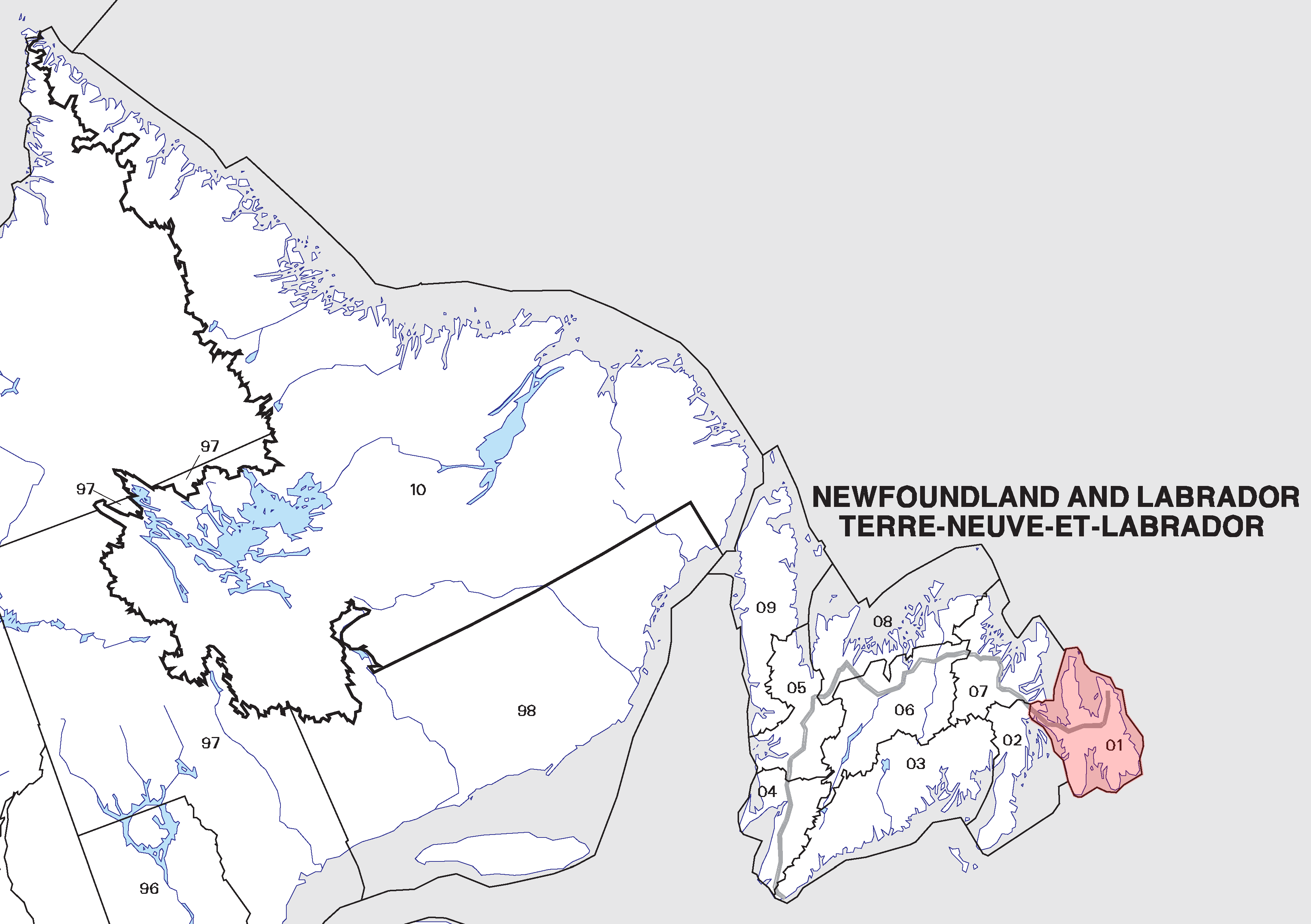
Карта первого района

Переписной район № 1 провинции Ньюфаундленд и Лабрадор — это переписной район, охватывающий весь полуостров Авалон, включая перешеек Авалон канадской провинции Ньюфаундленд и Лабрадор. Как и все переписные районы в провинции, этот переписной район существует только как статистическое подразделение для сбора данных переписи населения и не является политическим образованием.
В этом переписном районе проживает большая часть населения провинции, составившее в 2016 году 270 348 человек — 52 % от общего числа жителей провинции. Общая площадь суши составляет 9 220,61 км² побережье полуострова Авалон характеризуется четырьмя основными заливами и рядом небольших заливов. Это четыре основных залива: Тринити, Консепсьон, Сент-Мэри и Плацентия. Самый большой залив — Плацентия.
Столица провинции Сент-Джонс расположена в этом переписном районе наряду со вторым по величине из трех городов провинции — Маунт-Перл. Большинство городов и деревень расположены вдоль побережья во многих из четырёх основных бухт.

## Общины

### Города
- Маунт-Перл
- Сейнт-Джонс

### Деревни
- Эдмиралс Бич
- Аквафорт
- Арнольдс Ков
- Авондэйл
- Баулин
- Бэй Баллс
- Бэй Робертс
- Бэй де Верде
- Бишопс Ков
- Брэнч
- Бригус
- Брайнтс Ков
- Кэйп Бройль
- Кэрбонер
- Шанс Ков
- Шэйпл Арм
- Кларкс Бич
- Колинет
- Коллирс
- Кам Бай Шанс
- Концепшн Бэй Саут
- Концепшн Харбур
- Купидс
- Фермюз
- Феррилэнд
- Флэтрок
- Фокс Харбур
- Гаскирс
- Хантс Харбур
- Харбур Грэйс
- Харбур Мэйн-Чапельс Ков-Лэйк-Вью
- Хёртс Контент
- Хёртс Делайт-Ислингтон
- Хёртс Дезайр
- Холируд
- Логги Бэй-Миддл Ков-Аутер Ков
- Лонг Харбур-Маунт Арлингтон Хайтс
- Маунт-Кармель-Митселлс Брук-Сэйнт Катеринс
- Нью Перликан
- Норманс Ков-Лонг Ков
- Норт Ривер
- Олд Перликан
- Парадайз
- Пэтти-Харбур Маддокс Ков
- Плацентия
- Пойнт Лэнс
- Пойнт Кирван
- Португал Ков Саут
- Португал Ков-Сайнт Филипс
- Пауч Ков
- Реньюс-Каппахайден
- Риверхэд
- Сальмон Ков
- Смолл Поинт-Аддамс Ков-Блэкхэд-Брод Ков
- Саут Ривер
- Саутерн Харбур
- Спэниардс Бэй
- Сайнт Бридс
- Сайнт Йозефс
- Сайнт Мэрис
- Сайнт Шутс
- Сайнт Винсенс-Сайнт Стефанс-Питерс Ривер
- Саннисайд
- Торбэй
- Трипесси
- Аппер Айланд Ков
- Виктория
- Уабана
- Уитбурн
- Уайтуэй
- Уинтертон
- Уитлесс Бэй

### Неорганизованные
- Подрайон А
- Подрайон B
- Подрайон C
- Подрайон D
- Подрайон E
- Подрайон F
- Подрайон G
- Подрайон H
- Подрайон I
- Подрайон J
- Подрайон K
- Подрайон L
- Подрайон M
- Подрайон N
- Подрайон O
- Подрайон R
- Подрайон U
- Подрайон V
- Подрайон W
- Подрайон X
- Подрайон Y
- Подрайон Z

## Демография
| 2006    | 2011    | 2016    |
| ------- | ------- | ------- |
| 248 418 | 262 410 | 270 348 |

Источники: